# Adyča
La Adyča (in russo Адыча?; in lingua sacha: Адыаччы) è un fiume della Siberia Orientale, affluente di destra della  Jana. Scorre nel Tomponskij ulus e nel Verchojanskij ulus della Sacha (Jacuzia), in Russia.
Nasce dai monti Borong, una catena del sistema dei monti Čerskij e scorre con direzione mediamente nord-occidentale in una regione montuosa, incassato in una valle piuttosto stretta. Fra gli affluenti ricevuti, i maggiori sono: Delakag, Čarky, Tuostach da destra, Derbeke, Nel'gese e Borulach da sinistra. La lunghezza del fiume è di 715 km, l'area del suo bacino è di 89 800 km². Sfocia nella Jana a 620 km dalla sua foce. Il fiume è congelato, mediamente, da ottobre a fine maggio.
Il fiume è navigabile per un tratto di 223 km, dalla foce al villaggio di Ojun-Chomoto.